# Omáčka Tisíc ostrovů
Omáčka Tisíc ostrovů je salátový dressing populární v americké kuchyni. Skládá se z kečupu, majonézy a jemně nasekané zeleniny (cibule, paprika a nakládané okurky). Někdy se přidává také vejce natvrdo, olivy, worcestrová omáčka a paprička tabasco. Studená omáčka se používá na sendviče, hamburgery, k syrové nebo grilované zelenině.
Název je odvozen od oblasti Tisíc ostrovů (Kanada). Buď zde omáčka přímo vznikla, nebo podle jiné verze drobné kousky ingrediencí připomínají mapu souostroví.